# Sainte-Fortunade
Sainte-Fortunade è un comune francese di 1 876 abitanti situato nel dipartimento della Corrèze nella regione della Nuova Aquitania.

## Società

### Evoluzione demografica
Abitanti censiti